# Joseph E. DeFrancisco

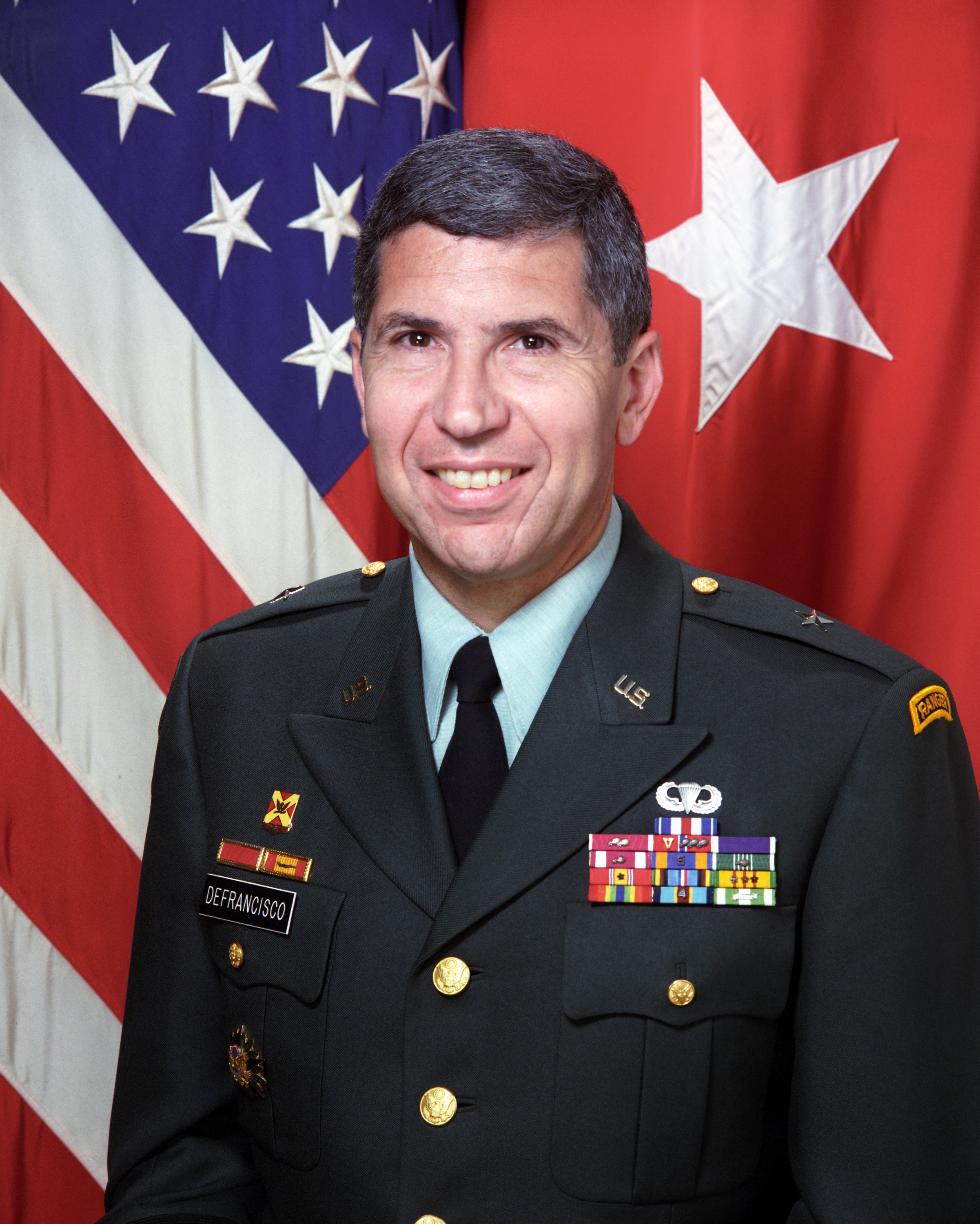
Joseph E. DeFrancisco (1991)

Joseph Emil DeFrancisco (* 9. März 1942 in Albany, Albany County, New York) ist ein pensionierter Generalleutnant der United States Army. Er war unter anderem Kommandeur zweier Infanteriedivisionen.

## Leben
Joseph DeFranciscos Vater Mario DeFrancisco diente während des Zweiten Weltkriegs im United States Army Air Corps. Auch andere nahe männliche Verwandte waren aktiv am damaligen Kriegsgeschehen beteiligt. Somit wuchs der jüngere DeFrancisco in einem militärischen Umfeld auf. Er besuchte die öffentlichen Schulen seiner Heimat und das Holy Cross College in Worcester in Massachusetts.
In den Jahren 1961 bis 1965 durchlief er die United States Military Academy in West Point. Nach seiner Graduation wurde er als Leutnant der Feldartillerie zugeteilt. In der Armee durchlief er anschließend alle Offiziersränge vom Leutnant bis zum Drei-Sterne-General.
Im Lauf seiner militärischen Karriere absolvierte DeFrancisco verschiedene Kurse und Schulungen. Dazu gehörten unter anderem die Ranger School, die Airborne School, der Artillery Orientation Course, der Officer Advanced Course, das Command and General Staff College und das United States Army War College.
In seinen jüngeren Jahren absolvierte er den für Offiziere in den niederen Rangstufen üblichen Dienst in verschiedenen Einheiten und Standorten. Im Lauf der Jahre kommandierte er militärische Einheiten auf fast allen Ebenen. Gleich zu Beginn seiner Offizierslaufbahn war er in Deutschland stationiert. Zwischen Juni 1967 und Juni 1968 war er erstmals im Vietnamkrieg eingesetzt. Dabei war er unter anderem Verbindungsoffizier zwischen verschiedenen amerikanischen Einheiten, wobei er auch in Kampfhandlungen verwickelt war.
Nach seiner Heimkehr wurde er nach Fort Sill in Oklahoma versetzt, wo er den Officer Advanced Course absolvierte. Wenig später folgte ein weiterer Einsatz in Vietnam. Dort kommandierte er zunächst eine Einheit des 27. Feldartillerieregiments, die an einem isolierten Standort operierte. Die Soldaten hatten daher selten Kontakt zu den restlichen Truppen in Vietnam. Einige Monate später wurde DeFrancisco zur Field Force II Artillery versetzt, wo er Inspektionsaufgaben wahrnahm.
Nach seiner Rückkehr in die Vereinigten Staaten studierte er zunächst am Command and General Staff College in Fort Leavenworth. Danach gehörte er ab 1974 der Fakultät der Militärakademie in West Point an. Daran schloss sich eine erneute Versetzung nach Deutschland an, wo er in Augsburg als Stabsoffizier in verschiedenen Artillerieeinheiten des VII. Korps diente. Damals erhielt er den Rang eines Oberstleutnants. Im Jahr 1982 wurde er Bataillonskommandeur in der 9. Infanteriedivision, die in Fort Lewis im Bundesstaat Washington stationiert war. Es folgten sechs Monate als Stabsoffizier in der Stabsabteilung G3 des ebenfalls in Fort Lewis ansässigen I. Korps. Nach insgesamt vier Jahren in Fort Lewis absolvierte DeFrancisco das Army War College. Anschließend wurde er als Stabsoffizier zum Pentagon versetzt, wo er der Stabsabteilung G3 (Operationen und Planungen) angehörte und zum Oberst befördert wurde. Zwei Jahre später erhielt er das Kommando über die Artillerie der in Fort Ord in Kalifornien stationierten 7. Infanteriedivision. Die Division war damals an der US-Invasion in Panama beteiligt. Anschließend wurde DeFrancisco Stabsoffizier bei den Joint Chiefs of Staff und anschließend beim Heeresminister. Gleichzeitig wurde er zum Brigadegeneral befördert.
Nach seiner Zeit im Stab des Heeresministers wurde er zum Stab der 24. Infanteriedivision nach Fort Stewart in Georgia versetzt. Ein Jahr später folgte seine Versetzung nach Südkorea, wo er dem gemeinsamen Hauptquartier des United Nations Commands und des Combined Forces Commands angehörte und in der Stabsabteilung für Operationen tätig war. Knapp ein Jahr später wurde er nach Fort Stewart zurückbeordert, wo er im Juni 1994 als Generalmajor das Kommando über die 24. Infanteriedivision übernahm. Dieses Amt bekleidete er bis Mai 1996. Danach kommandierte er bis zum August 1996 die 3. Infanteriedivision. Damals wurde die 24. Infanteriedivision vorübergehend aufgelöst und mit der 3. Division zusammengelegt. Nach seiner anschließenden Beförderung zum Generalleutnant wurde DeFrancisco nach Hawaii versetzt, wo er stellvertretender Kommandeur des Pacific Commands wurde.
Im Herbst 1998 schied DeFrancisco nach 34 Jahren und 23 versetzungsbedingten Umzügen aus dem Militärdienst aus. Nach seiner Pensionierung arbeitet er für verschiedene Firmen in der Rüstungsindustrie. Zudem wurde er Vorsitzender der West Point Association of Graduates. Ab 2007 war er auch als Berater verschiedener Heeresminister tätig. Zwischenzeitlich gehörte er auch verschiedenen Stiftungen, Gesellschaften und Vereinigungen an. Im Jahr 2022 wurde er in die US Field Artillery Hall of Fame aufgenommen. Er ist mit Lynne Ruhland verheiratet, mit der er zwei inzwischen erwachsene Kinder hat.

## Orden und Auszeichnungen
Joseph DeFrancisco erhielt im Lauf seiner militärischen Laufbahn unter anderem folgende Auszeichnungen:
- Defense Distinguished Service Medal
- Army Distinguished Service Medal
- Silver Star
- Legion of Merit